# 里亞爾托橋的聖蹟
《里亚尔托桥的圣迹》是意大利文艺复兴时期艺术家维托雷·卡尔帕乔的一幅布面蛋彩画，绘制于1496年，现藏于威尼斯的学院美术馆。